# Lucy Hatton
Lucy Hatton (Reino Unido, 8 de noviembre de 1994) es una atleta británica especializada en la prueba de 60 m vallas, en la que consiguió ser subcampeona europea en pista cubierta en 2015.

## Carrera deportiva
En el Campeonato Europeo de Atletismo en Pista Cubierta de 2015 ganó la medalla de plata en los 60 m vallas, con un tiempo de 7.90 segundos, tras la bielorrusa Alina Talay (oro con 7.85 segundos) y por delante de su británica Serita Solomon.